# Francisco León
Francisco León là một đô thị thuộc bang Chiapas, México. Năm 2005, dân số của đô thị này là 6454 người.